# 松代町 (長野県)

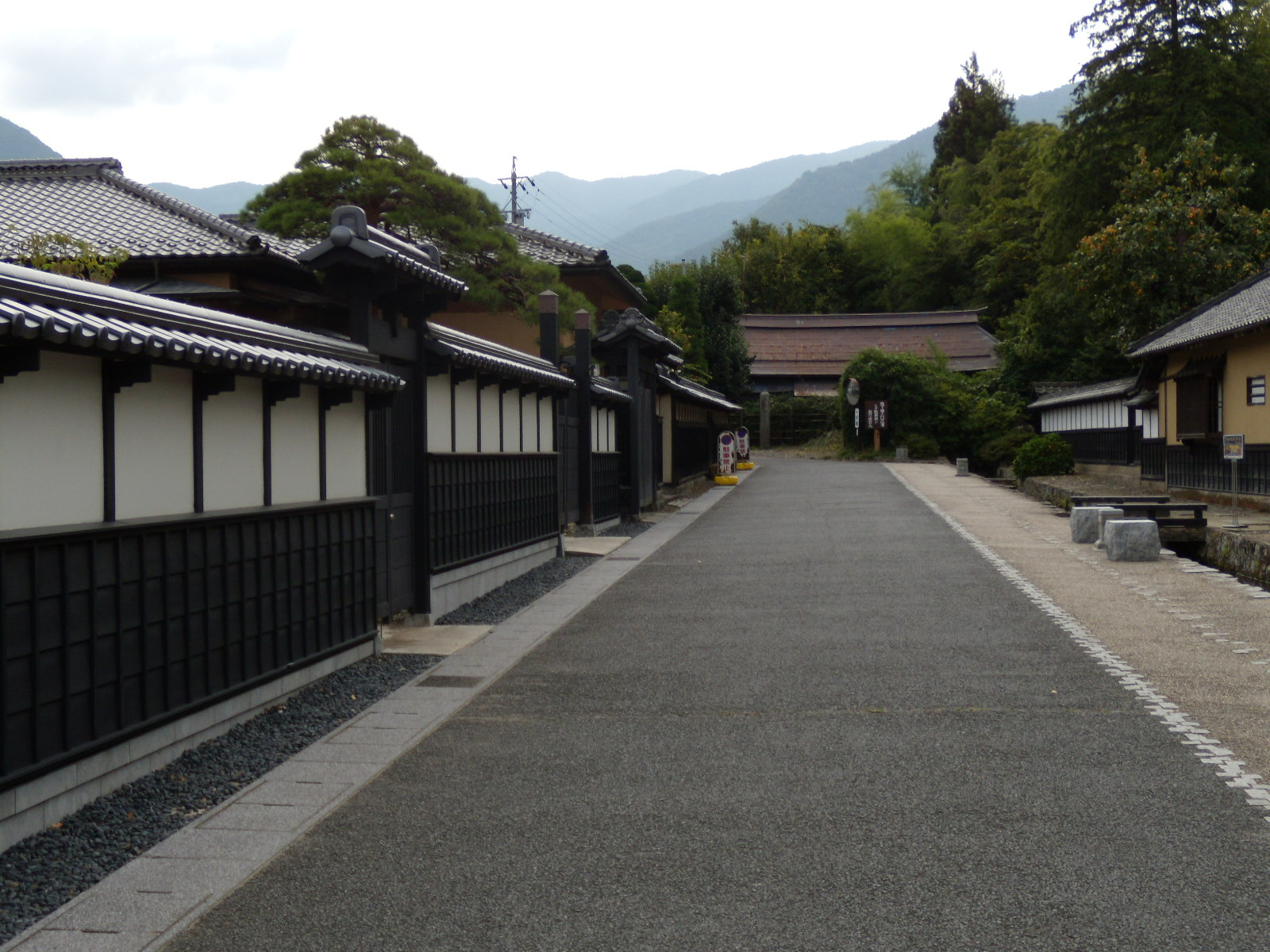
松代の町並み

松代町（まつしろまち）は、かつて長野県埴科郡に存在した町。
現在では、長野市に統合されている。江戸時代には松代藩の城下町であり、恩田木工や佐久間象山を輩出した。明治期には製糸業が盛んだった。さらに、太平洋戦争末期には国家中枢機能の移転を目的として松代大本営の地下坑道が造られた。
1966年（昭和41年）10月16日 に長野市と合併してその一地区となったが、住所は依然として「長野市松代町」と「町」を含め表記する。本項では現在の松代地区についても記述する。

## 歴史
- 16世紀 - 松代城の城下町松代として16世紀末に建設され、江戸時代には真田氏が治める松代藩で、長野盆地の中心的都市だった[1]。
- 1871年（明治4年） - 近世以来の松代町のうち、馬場町が西条村、十人町が東条村にそれぞれ合併。
- 1889年（明治22年）4月1日 - 町村制の施行により、松代町が単独で自治体を形成。
- 1922年（大正11年）4月1日 - 河東線が開通する。
- 1951年（昭和26年）4月3日 - 清野村・東条村と合併し、改めて松代町が発足。
- 1951年（昭和26年）10月1日 - 更級郡篠ノ井町の一部（東福寺のうち道島・筏道下区）を編入。
- 1955年（昭和30年）4月1日 - 豊栄村・寺尾村・更級郡西寺尾村と合併し、改めて松代町が発足。
- 1956年（昭和31年）9月30日 - 西条村を編入。
- 1957年（昭和32年）8月1日 - 杵淵および西寺尾のうち川西地区が更級郡篠ノ井町に編入。
- 1965年（昭和40年）8月3日 - 松代群発地震（M5.0前後、震度5）がこの日から約5年半発生。
- 1966年（昭和41年）10月16日 - 長野市・篠ノ井市・更級郡川中島町・信更村・更北村・上水内郡七二会村・上高井郡若穂町と合併し、改めて長野市が発足。同日松代町廃止。
- 1981年（昭和56年） - 東京大学教授大谷幸夫らにより、松代の馬場町、代官町、表柴町三町の伝統環境保全のための調査始まる[2]。
- 1982年（昭和57年） - 上記調査の報告書『庭園都市松代 : 伝統的建造物群保存対策調査報告書』（長野市）が刊行され[3]、水路網が発達し、各家庭に池を配した庭があり、周りの山々を借景にした庭園を有する「庭園都市・松代」の伝統的環境の保全が提言される[2]。
- 1983年（昭和58年） - 長野市伝統環境保存条例の指定を受ける[2]。
- 1993年（平成5年） - 上信越自動車道長野インターチェンジ誘致。松代町商工会議所が中心となって和風の景観重視の商店街づくりを行なうなど、長野市への合併により衰退した町の再活性化を図る[4]。
- 1996年（平成8年） - NPO法人・夢空間「松代のまちと心を育てる会」設立され、町の文化遺産の活性化を図る[5]。
- 1999年（平成11年） - 地元特産品宣伝のため、まちおこしグループ「ホイサッサ松代」誕生[4]。
- 2002年（平成14年）11月 - 長野市役所松代支所に観光課松代分室設置[4]。
- 2004年（平成16年）4月 - 松代城復元完成記念イベント「エコール・ド・まつしろ2004」開催[4]。
- 2012年（平成24年）3月31日 - この日をもって地区に唯一あった鉄道、長野電鉄屋代線が廃止。翌日より代替バスとして長電バスの屋代須坂線が運行開始。[6]
- 2015年（平成27年） - まちおこしのため、「松代エヴァンゲリオンの町化計画プロジェクト」を立ち上げ。[7]
- 2025年（令和7年）- 松代駅解体（予定）[8]。

## 宗教施設

### 寺院
- 長国寺
- 大英寺
- 明徳寺
- 梅翁院
- 大鋒寺
- 大林寺
- 蓮乗寺
- 林正寺
- 西楽寺
- 法泉寺
- 乾徳寺
- 開善寺
- 清水寺
- 恵明寺

### 神社
- 象山神社
- 白鳥神社
- 中村神社
- 皆神神社
- 岩戸神社
- 藤沢萩神社

### 教会
- 日本基督教団松代教会

## 観光・名所・遺構

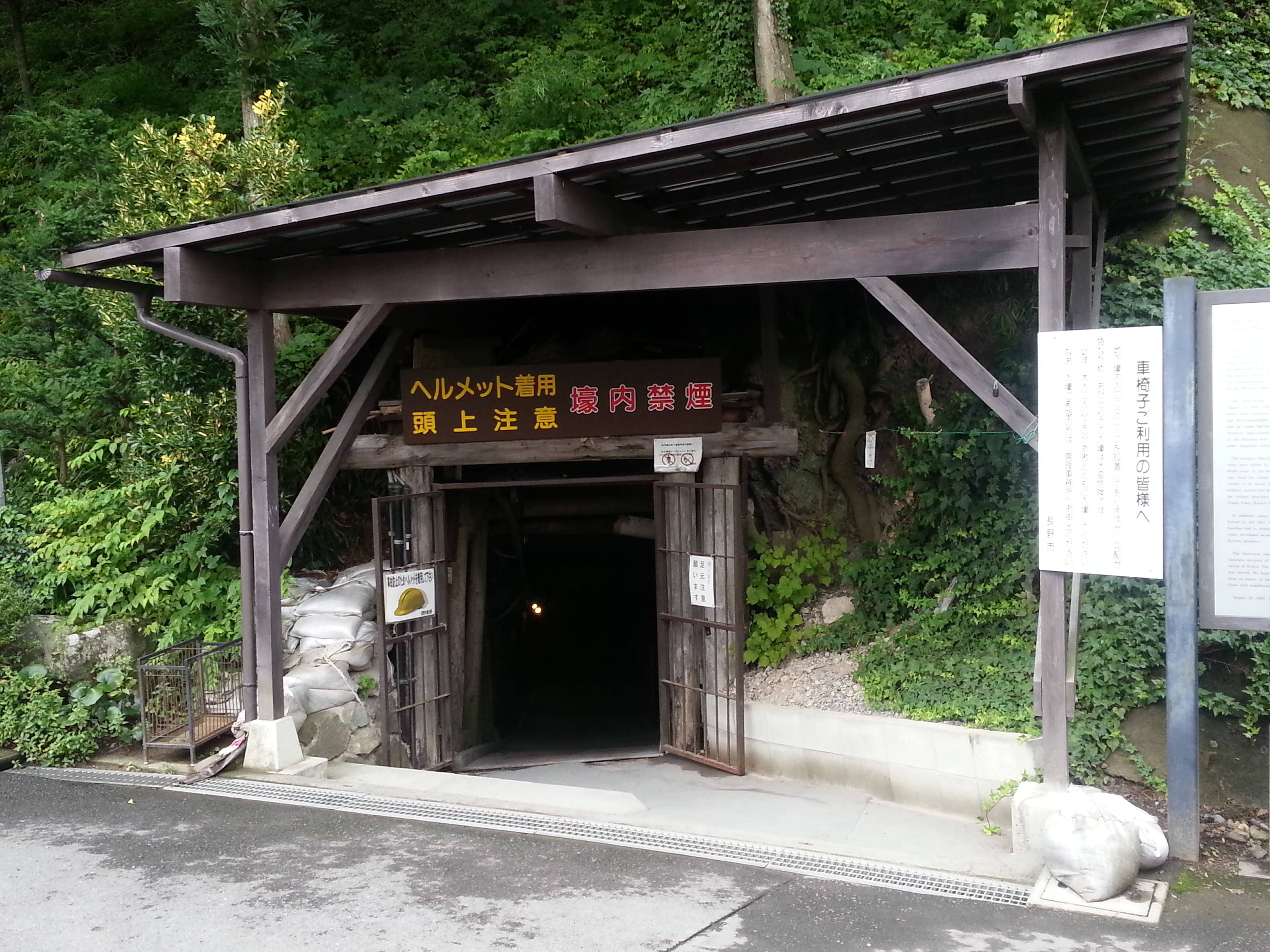
象山地下壕（約500mを一般公開）

- 松代大本営 - 戦争遺跡、このうち象山地下壕を無料一般公開
- 松代城：国の史跡
- 文武学校
- 旧樋口家住宅
- 旧横田家住宅
- 旧金箱家住宅
- 旧前島家住宅
- 真田邸
- 象山記念館
- 真田宝物館
- 大室古墳群
- 松代駅
- 松代三山
- 松代温泉（加賀井温泉）
  - 加賀井温泉一陽館
- 皆神山
- 妻女山

## 地震・関連施設
- 松代群発地震
- 気象庁松代地震観測所
- 松代地震センター

## 交通
北陸新幹線、信越線、しなの鉄道線の長野駅から長野県道35号長野真田線で南へ、約4km。上信越自動車道の長野インターチェンジから県道35号長野真田線で南へ、約1km。
長野電鉄 (2012年廃止)
屋代線：（更埴市）- 岩野駅 - 象山口駅 - 松代駅 - 金井山駅 - 大室駅 -（若穂町）
- 松代駅、金井山駅にはそれぞれトイレが設置されている
- 町内ではレンタサイクルをしている

## 出身著名人
- 井上操 - 法律家
- 岩下清周 - 実業家
- 恩田木工 - 松代藩家老
- 海沼實 - 童謡作曲家
- 草川信 - 童謡作曲家
- 倉田葛三 - 俳人
- 栗林忠道 - 軍人
- 小松謙次郎 - 政治家
- 杵淵直都 - ピアノ調律師
- 坂口淳 - 童謡作詞家
- 佐久間象山 - 松代藩儒者
- 真田志ん - 八橋流・箏曲伝承者
- 真田信之 - 松代藩初代藩主
- 下條よしあき - 漫画家
- 関山仙太夫 - 囲碁棋士
- 常田壬太郎 - 船大工・造船技術者
- 富岡永洗 - 浮世絵師・日本画家
- 戸谷敏之 - 歴史学者
- 松井須磨子 - 新劇女優
- 宮入慶之助 - 寄生虫学者
- 丸山幹治 - ジャーナリスト
- 松本総吾 - メソジスト派の牧師
- 山上武夫 - 童謡作詞家
- 横田秀雄 - 大審院長
- 横田正俊 - 第4代最高裁判所長官
- 和田英 - 官営富岡製糸場の伝習工女
- 渡辺驥 - 大審院検事長
- coba (小林靖宏) - 世界的アコーディオン奏者[9]
- 羽賀朱音 - アイドル・モーニング娘。12期メンバー
- 落合皎児 - 画家

## 松代を舞台にした著作
- 新世紀エヴァンゲリオン - アニメ
  - なお、劇中に登場する第2新東京市は松本市を舞台としている。
- 世紀末オカルト学院 - アニメ
- パラレルワールド大戦争(豊田有恒)- 小説
- 強殖装甲ガイバー - 漫画・アニメ
  - なお、劇中に登場する「N県N市竹代町」は松代町を舞台とし、皆神山を「魅奈神山」として登場。

## 松代で撮影された映画
- 蟬しぐれ - 2005年 東宝
- 転校生-さよなら あなた - 2007年 角川映画
- 山桜 - 2008年 東京テアトル
- ラストゲーム 最後の早慶戦 - 2008年 シネカノン
- 花のあと - 2010年 東映
- 学校をつくろう - 2011年 ゴーシネマ
- 清須会議 - 2013年 東宝
- 蜩ノ記 - 2014年 東宝